# Кац, Арнольд Михайлович
Арнольд Михайлович Кац (18 сентября 1924, Баку — 22 января 2007, Пекин) — советский российский дирижёр, педагог. Народный артист СССР (06.05.1988).

## Биография
Арнольд Кац родился 18 сентября 1924 года в Баку. Его отец был врачом-невропатологом, мать — скрипачкой.
В 1936 году семья переехала в Москву. Учился в Центральной музыкальной школе при Московской консерватории по классу скрипки.
В 1941 году был командирован учиться на военный факультет Московской консерватории (с 1944 — Высшее училище военных капельмейстеров Красной Армии), где он становится военным дирижёром, служил в звании младшего лейтенанта в инженерно-сапёрной бригаде 1-го Белорусского фронта, дошёл с нею до Берлина. В 1945 году окончил Высшее училище военных капельмейстеров Красной Армии (ныне Военный институт (военных дирижёров)). После войны учился в Ленинградской консерватории как скрипач (1947—1949) и как дирижёр (1947—1951, класс И. А. Мусина).
В 1951—1952 годах преподавал в Ленинградской консерватории. Работал в Орджоникидзе, Томске.
С 1956 года — основатель, художественный руководитель и главный дирижёр Симфонического оркестра Новосибирской филармонии. За 50 лет работы с оркестром им сыграно более 5 тысяч концертов.
В его репертуаре произведения русской и западноевропейской классической музыки, современных, в том числе зарубежных авторов (Л. Бетховен, М. И. Глинка, П. И. Чайковский, М. П. Мусоргский, С. В. Рахманинов, А. Н. Скрябин, И. Ф. Стравинский, А. Онеггер, М. Равель, Б. Бриттен, Б. Барток, С. С. Прокофьев, Д. Д. Шостакович, Т. Н. Хренников, Р. К. Щедрин, Я. А. Эшпай, А. И. Хачатурян и др.).
С ним выступали С. Рихтер, Э. Гилельс, Д. Ойстрах, М. Ростропович, Л. Коган, Б. Давидович, Ю. Ситковецкий, Д. Ситковецкий, Я. Флиэр, Г. Кремер, Д. Шафран, Д. Башкиров, Н. Петров, О. Каган, Н. Гутман, Ю. Башмет, М. Плетнев, М. Венгеров, В. Репин, А. Бараховский и другие известные музыканты.
Неоднократно участвовал в международных музыкальных фестивалях, в том числе: «Русская зима», «Рождественские вечера» (Москва), «Белые ночи» (Ленинград), фестиваль русской музыки в Вене, «Мартовские дни» (Болгария), фестиваль музыки Л. Бернстайна (Новосибирск, Ленинград, Москва), фестиваль слушания «Ухо» (Эрланген, Германия), фестиваль классической музыки (Канны, Франция), Дрезденский музыкальный фестиваль, Дни Иберийской музыки (Испания), Фестиваль фортепианного искусства (Франция), Фестиваль В. Т. Спивакова (Кольмар) и др.
Под его руководством в Новосибирском театре оперы и балета были поставлены опера С. С. Прокофьева «Война и мир», балеты А. К. Глазунова «Раймонда» и П. И. Чайковского «Спящая красавица», опера Г. Н. Иванова «Алкины песни»; в Санкт-Петербургском Малом театре оперы и балета им. М. П. Мусоргского — Михайловском театре — опера Дж. Верди «Трубадур».
С гастролями выступал в городах Германии, Франции, Великобритании, Италии, Испании, Португалии, Бельгии, Швейцарии, Японии, США, Израиля, Южной Америки, Норвегии, Венгрия, Нидерланды, Болгария, Мексика и др.
В 1970—80-е годы возглавлял студенческий оркестр Новосибирской государственной консерватории им. Глинки. В 1993 году возглавил американо-российский молодёжный симфонический оркестр и совершил с ним турне по городам США, а затем и России.
В 2004 году организовал молодёжный оркестр «Сибирь — Восток — Запад», состоящий из российских, корейских, японских, израильских и немецких музыкантов.
На базе симфонического оркестра создал ещё два коллектива и был их художественным руководителем: Концертный духовой оркестр и Ансамбль солистов Новосибирская камерата. Они и сегодня продолжают работу в Новосибирской филармонии, выступают в России и за рубежом.
Инициатор проведения традиционного ежегодного фестиваля «Классика и современность».
Осуществил все записи Новосибирского академического симфонического оркестра на фирме «Мелодия» с произведениями Г. Персела, Г. Генделя, В. Моцарта, Л. Бетховена, Н. Римского-Корсакова, С. Танеева, С. Рахманинова, И. Стравинского, Д. Шостаковича, Л. Бернстайна, Ю. Буцко, а также новосибирских композиторов Г. Иванова и А. Мурова. В 1980 году пластинка с записью Четвёртой симфонии С. Танеева получила Первую премию за лучшую интерпретацию и качество записи. Под управлением А. М. Каца оркестр записал 11 компакт-дисков на студиях Sony Classical, Art Nova, Russian Season, Peter Kondrashin Studio, Audite Musikproduktion.
В 1957—2004 годах преподавал в Новосибирской государственной консерватории им. Глинки (класс оперно-симфонического дирижирования), с 1980 — профессор.
Умер 22 января 2007 года в Пекине от инсульта. Похоронен в Дюссельдорфе (Германия).

## Награды и звания
- Заслуженный деятель искусств РСФСР (16.11.1970)
- Народный артист РСФСР (10.01.1980)[3]
- Народный артист СССР (06.05.1988)
- Государственная премия Российской Федерации в области литературы и искусства (1994) — за концертные программы Академического симфонического оркестра Новосибирской филармонии 1990—1994 годов
- Орден За заслуги перед Отечеством II степени (08.06.2004)
- Орден За заслуги перед Отечеством III степени (26.10.1999)
- Орден «Знак Почёта» (1967)
- Орден Дружбы (Россия) (30.08.1996)
- Медаль «За доблестный труд. В ознаменование 100-летия со дня рождения Владимира Ильича Ленина» (1970 год)
- Медаль «40 лет Победы в Великой Отечественной войне 1941-1945 гг.» (1985)
- Медаль «50 лет Победы в Великой Отечественной войне 1941-1945 гг.» (1995)
- Премия «Человек года» (1994, мэрия Новосибирска)
- Знак отличия «За заслуги перед Новосибирской областью» (2003)[6]
- Орден Петра Великого 1 степени (2006)
- Почётный гражданин Новосибирска (1998)[7].

## Память
- О дирижёре режиссёр Э. Давлетшина сняла фильм «Арнольд Михайлович Кац. Помним».
- В сентябре 2009 года в Новосибирске были установлены две доски памяти А. М. Каца — на доме, в котором жил дирижёр с 1970 года, и в фойе Камерного зала филармонии.
- Его имя носит Государственный концертный зал Новосибирской филармонии.
- В 2014 году в фойе Государственного концертного зала им. А. М. Каца состоялась фотовыставка, посвященная дирижёру, и была открыта мемориальная доска.
- 11 сентября 2015 года открыт музей имени А. М. Каца.